# Grški evrokovanci
Grški evrokovanci imajo različen motiv na vsakem od osmih kovancev različnih vrednosti. Vse motive je oblikoval Georgios Stamatopoulos. Kovanci manjših vrednosti imajo na hrbtni strani upodobljene ladje, kovanci srednjih vrednosti znane grške osebnosti in kovanca za 1 in 2 evra prizore iz grške zgodovine in bajeslovja.
Na vseh kovancih je upodobljenih še dvanajst zvezd, simbol Evropske skupnosti, in leto kovanja.  
Posebnost grških kovancev je zapis evro v grški pisavi, ter namesto cent poimenovanje "lepton" (λεπτο, množina: λεπτα "lepta"). Dobesedno pomeni lepton tanki denar.
Grčija je bila sprejeta v evroobmočje relativno pozno. Ker ni mogla v roku nakovati dovolj kovancev, so jih en del nakovale druge države evroobmočja. Kovanci, ki so jih nakovale druge države Evropske unije, imajo v zvezdi, ki leži na najbližje letu kovanja, vkovano še črko, ki označuje dotično državo. 
Kovanci za 1, 2, 5, 10 in 50 stotinov imajo vkovano črko F za Francijo, kovanec za 20 stotinov črko E (España) za Španijo, kovanci za en in dva evra pa črko S (Suomi) za Finsko. Kovanci, ki jih je nakovala Grčija sama, nimajo v zvezdi črke.

## Podoba grških evrokovancev
| Grški evrokovanci – zadnja stran                                  | Grški evrokovanci – zadnja stran           | Grški evrokovanci – zadnja stran                               |
| 0,01 €                                                            | 0,02 €                                     | 0,05 €                                                         |
| ----------------------------------------------------------------- | ------------------------------------------ | -------------------------------------------------------------- |
|                                                                   |                                            |                                                                |
| Atiška triera iz 5. stoletja pr. n. št.                           | Korveta iz zgodnjega 19. stol.             | Sodobni grški tanker                                           |
| 0,1 €                                                             | 0,2 €                                      | 0,5 €                                                          |
|                                                                   |                                            |                                                                |
| Rigas Feraios (1757–1798), pesnik                                 | Ioannis Kapodistrias (1776–1831), državnik | Elefterios Venizelos (1864–1936), politik                      |
| 1 €                                                               | 2 €                                        | Rob kovanca za 2 €                                             |
|                                                                   |                                            | Besedi Helenska republika v grški pisavi (ΕΛΛΗΝΙΚΗ ΔΗΜΟΚΡΑΤΙΑ) |
| Podoba tetradrahme iz 5. stoletja pr. n. št. (kovanec na kovancu) | Zevs, ki v podobi bika ugrabi Evropo       |                                                                |
|                                                                   |                                            |                                                                |